# Пражская операция
Пра́жская опера́ция — последняя крупная стратегическая операция Красной армии во время Великой Отечественной войны, проведённая 6—11 ма́я 1945 го́да, в ходе которой была уничтожена немецкая группа армий «Центр» и часть сил группы армий «Юг», от немецких войск была освобождена Чехословакия и её столица Прага. На первом этапе Пражского восстания (5—8 мая) в боях на стороне восставших жителей Праги приняли участие части 1-й пехотной дивизии РОА (Русской освободительной армии) под командованием генерал-майора Сергея Буняченко, впоследствии покинувшие город по требованию Чешского национального совета.
В России в законе «О ветеранах» установлена специальная оговорка, юридически продлевающая Великую Отечественную войну до 11 мая 1945 года для участников этой операции, хотя активные боевые действия в этой операции завершились гораздо позднее, спустя ещё несколько дней.

### РККА
В операции участвовали войска трёх советских фронтов:
1. Войска 1-го Украинского фронта (командующий — Маршал Советского Союза И. С. Конев):
- 13-я армия (командующий генерал-полковник Н. П. Пухов)
- 3-я гвардейская армия (командующий генерал-полковник В. Н. Гордов)
- 5-я гвардейская армия (командующий генерал-полковник А. С. Жадов)
- 28-я армия (командующий генерал-лейтенант А. А. Лучинский)
- 52-я армия (командующий генерал-полковник К. А. Коротеев)
- 31-я армия (командующий генерал-лейтенант П. Г. Шафранов)
- 21-я армия (командующий генерал-полковник Д. Н. Гусев)
- 59-я армия (командующий генерал-лейтенант И. Т. Коровников)
- 3-я гвардейская танковая армия (командующий генерал-полковник танковых войск П. С. Рыбалко)
- 4-я гвардейская танковая армия (командующий генерал-полковник Д. Д. Лелюшенко)
- 2-я армия Войска Польского (командующий генерал брони С. Г. Поплавский)
- 25-й танковый корпус (командир генерал-майор танковых войск Е. И. Фоминых)
- 4-й гвардейский танковый корпус (командир генерал-лейтенант танковых войск П. П. Полубояров)
- 7-й гвардейский механизированный корпус (командир генерал-лейтенант танковых войск И. П. Корчагин)
- 1-й гвардейский кавалерийский корпус (командир генерал-полковник В. К. Баранов)
- 1-й танковый корпус Войска Польского (командир генерал бригады Иосиф Кимбар)
- 2-я воздушная армия (командующий генерал-полковник авиации С. А. Красовский)

2. Войска 4-го Украинского фронта (командующий — генерал армии А. И. Ерёменко):
- 60-я армия (командующий генерал-полковник П. А. Курочкин)
- 38-я армия (командующий генерал-полковник К. С. Москаленко)
- 1-я гвардейская армия (командующий генерал-полковник А. А. Гречко)
- 18-я армия (командующий генерал-лейтенант А. И. Гастилович)
- 31-й танковый корпус (командир генерал-майор танковых войск Г. Г. Кузнецов)
- 1-й Чехословацкий армейский корпус (командир бригадный генерал Карел Клапалек)
- 8-я воздушная армия (командующий генерал-лейтенант авиации В. Н. Жданов)

3. Войска правого фланга и центра 2-го Украинского фронта (командующий — Маршал Советского Союза Р. Я. Малиновский):
- 40-я армия (командующий генерал-лейтенант Ф. Ф. Жмаченко).
- 53-я армия (командующий генерал-лейтенант И. М. Манагаров).
- 9-я гвардейская армия (командующий генерал-полковник Глаголев Василий Васильевич).
- 6-я гвардейская танковая армия (командующий генерал-полковник танковых войск А. Г. Кравченко).
- 1-я румынская армия (командующий армейский генерал Василе Атанасиу)
- 4-я румынская армия (командующий корпусной генерал Николае Дэскэлеску)
- 5-я воздушная армия (командующий генерал-полковник авиации С. К. Горюнов)

Всего задействованные в операции войска насчитывали 2 028 100 солдат и офицеров (в том числе 1 700,7 тыс. человек советских войск, 139 500 человек румынских войск, 69 500 человек польских войск, 48 400 человек чехословацких войск). Они имели на вооружении около 30,5 тыс. орудий и миномётов, около 2 тыс. танков, более 3 тыс. самолётов.

### Вермахт
По фронту от Дрездена до Брно советским войскам противостояла немецкая группа армий «Центр» (командующий — генерал-фельдмаршал Фердинанд Шёрнер):
- 4-я танковая армия (командующий генерал танковых войск Фриц Грезер)
- 17-я армия (командующий генерал пехоты Вильгельм Хассе)
- 1-я танковая армия (командующий генерал танковых войск Вальтер Неринг)

От Брно и южнее занимали оборону войска левого фланга группы армий «Юг» (командующий — генерал-полковник Лотар Рендулич):
- 8-я армия (командующий генерал горных войск Ханс Крейзинг)

Всего в их составе находилось около 900 тыс. солдат и офицеров, 9,7 тыс. орудий и миномётов, от 1,9 тыс. до свыше 2,2 тыс. танков, около 1 тыс. самолётов.
}}

## Планы сторон

### РККА
Решение о проведении Пражской операции было принято Верховным Главнокомандующим И. В. Сталиным 1 мая 1945 года, когда ещё продолжался штурм Берлина. Командующему войсками 1-го Украинского фронта И. С. Коневу было приказано к 3 мая завершить боевые действия в Берлине и перебросить высвободившиеся войска для стремительного наступления на Прагу с севера. На следующий день, 2 мая 1945 года, была поставлена задача войскам 2-го Украинского фронта главными силами перейти в наступление на Йиглаву и Прагу с юго-востока, причём овладение Прагой предусматривалось после 14 мая.
Предусматривалось использовать выгодную для советских войск конфигурацию линии фронта в южной Германии, Чехословакии и северной Австрии, глубоко охватывающую с флангов противостоящие немецкие войска. 1-й Украинский фронт с севера и 2-й Украинский фронт с юга должны были мощными глубокими ударами рассечь немецкую оборону и сходящимися ударами на Прагу окружить группу армий «Центр», а затем уничтожить её. На направления главных ударов перебрасывались все танковые и механизированные войска обоих фронтов. Войскам 4-го Украинского фронта поручалось уничтожить выступ в обороне противника в районе Оломоуца и создать условия для наступления на Прагу с востока. Сроки на подготовку операции были крайне сжатые, тем более, что ударным группировкам необходимо было ещё совершить марши от 100 до 200 километров в исходные районы. Начало операции было запланировано на 7 мая.
Пражской операции предшествовал также весьма острый конфликт между британским премьер-министром У. Черчиллем, главнокомандующим союзными силами в Европе генералом Д. Эйзенхауэром и начальником Генерального штаба РККА А. И. Антоновым, вызванный настойчивым желанием Черчилля занять Прагу силами американских войск (на западные границы Чехословакии в конце апреля вышли войска 3-й американской армии (командующие генерал Д. Паттон) из состава 12-й группы армий (командующий генерал О. Брэдли). При этом Паттон сам желал получить славу освободителя европейской столицы и поддержал требования Черчилля. Брэдли колебался, в итоге Эйзенхауэр принял решение в сражение за Прагу не вступать и убедил в своей правоте президента США Г. Трумэна. По взаимной договоренности с советской стороной для отвлечения на себя части сил противника американцы возобновили наступление с 4 по 7 мая, заняв западную часть Богемии (после завершения военных действий американцам пришлось передать некоторые занятые ими территории советской военной администрации).

### Вермахт
Немецкое командование рассчитывало как можно дольше обороняться в Чехословакии и пытаться использовать разногласия между союзниками по антигитлеровской коалиции. Получив данные о переброске советских войск на фланги, Шёрнер решил стянуть свои основные части в район Праги и упорно обороняться там и в самом городе, превратив Прагу во «второй Берлин».

## Ход операции

### Начало операции

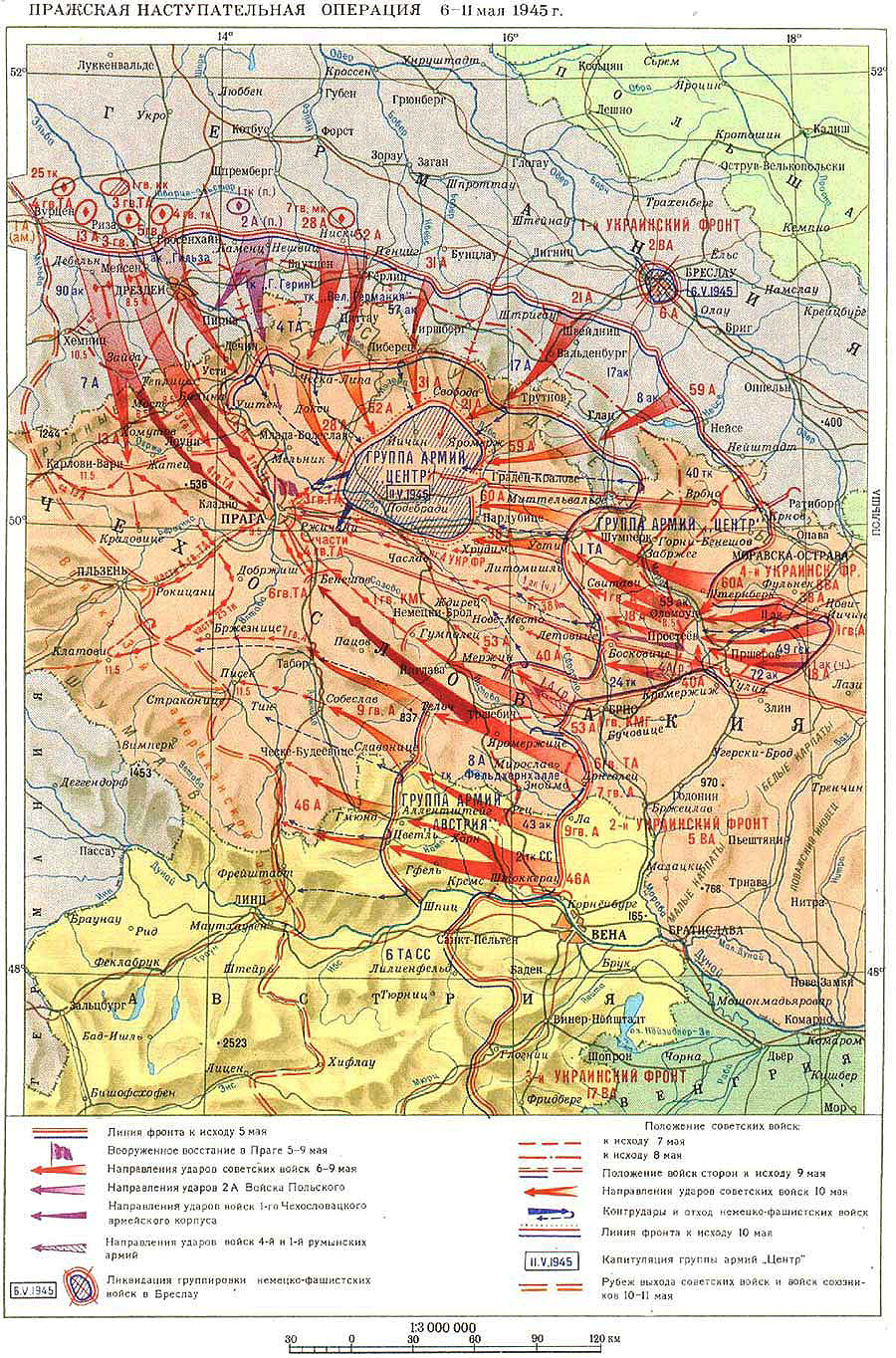
Карта операции

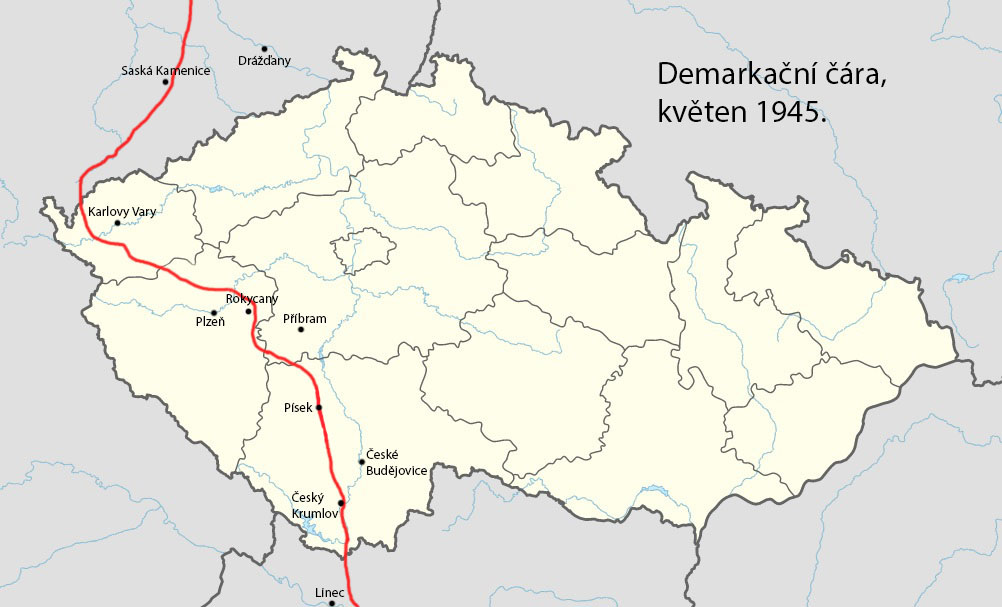
Демаркационная линия между советской и американской армиями, май 1945 г.

Установив начало отвода немецких войск на дрезденском направлении, Конев приказал перейти в наступление на день раньше, 6 мая. Наступление войск фронта началось не одновременно: главная ударная группировка (13-я и 3-я гвардейские армии, 3-я гвардейская и 4-я гвардейская танковые армии) перешли в наступление в 14 часов, на вспомогательном направлении (5-я гвардейская армия) наступление началось в 18 часов, остальные армии атаковали на рассвете 7 мая. Войска 2-го Украинского фронта перешли в наступление 7 мая.
Наступление велось круглосуточно. Советские войска сбивали с рубежей обороны арьергарды противника, широко применяя охваты и обходы. Танковые ударные группировки проходили в сутки с боями от 30 до 50 километров. Уже к исходу вторых суток операции советские войска оказались в глубоком тылу группы армий «Центр». 8 мая были советскими войсками были заняты Дрезден, Баутцен, Гёрлиц, Теплице, Зноймо, Яромержице. Ввиду изменившейся обстановки 7 мая в решительное наступление по приказу Ставки ВГК перешёл 4-й Украинский фронт (на который до этого возлагались вспомогательные задачи), 8 мая его войска овладели Оломоуцем.
Вечером 8 мая было передано обращение советского командования с требованием безоговорочной капитуляции немецких войск, им было предложено к 23 часам сложить оружие. Однако командование группы армий «Центр» даже не ответило на это обращение. В этот день немецким войскам было объявлено о капитуляции Германии, но в штаб группы армий «Центр» прибыл офицер германского генерального штаба полковник Майер-Детринг, который так разъяснил Шёрнеру «приказ о капитуляции»: «…как можно дольше продолжать борьбу против советских войск, ибо только при этом условии многочисленные части немецкой армии смогут выиграть время для того, чтобы пробиться на запад». Но в этот же день в районе Яромерж—Жатец танкистами 5-го гвардейского механизированного корпуса была разгромлена колонна штаба группы армий «Центр», сам Шёрнер бежал в лес, вдвоём с адъютантом пробрался в Тироль, где был арестован американцами 18 мая. Начался развал организованного немецкого сопротивления.
8 мая чешскими партизанами был пленён и позднее передан советскому командованию начальник штаба ВС КОНР генерал Трухин.

### События в Праге 5—8 мая
В начале мая 1945 года 1-я дивизия Комитета освобождения народов России (КОНР) под командованием генерал-майора Сергея Буняченко продвигалась мимо Праги на юг, в Австрию, где руководство КОНР наметило сосредоточение всех своих сил ввиду совершенно очевидного поражения нацистской Германии в войне, самовольно снявшись с предписанных ей руководством Вермахта позиций. Немецкий комендант Праги Рудольф Туссен, узнав о дезертирстве с фронта дивизии, приказал ей остановить самовольное движение и вернуться на фронт, в противном случае пригрозил разоружить её, хотя немцам это было и нереально сделать — немецкий гарнизон Праги был примерно вдвое меньше численности дивизии Буняченко.
Военные руководители Пражского восстания — комендатура «Бартош» во главе с бригадным генералом Карелом Кутлвашрем — 3-4 мая вели активные переговоры с власовцами, дислоцированными в 40-45 км от Праги возле Бероуна; одним из планов Власова было соединиться с командовавшим Югославским войском в Отечестве (ЮВО) генералом Драголюбом Михайловичем и лидером югославянской организации «Збор» подполковником Димитрие Летичем, и помощь таким образом привела бы к потере времени при движении подчинённых ему частей в сторону Словении. Приказ Туссена заставил искать Буняченко союзников против немцев; также возможно, что Буняченко надеялся просить политического убежища в демократической Чехословакии, занятой американскими войсками. На собрании офицеров РОА Власов выступил против участия дивизии в восстании, так как это могло помешать продвижению в Австрию, однако его позиция была отвергнута большинством офицеров, и он был вынужден изменить позицию уже в ходе боёв; отдел пропаганды 1-й дивизии занялся вывешиванием портретов Власова и раздачей листовок с призывами к «совместной борьбе с фашизмом и большевизмом».
Утром 5 мая стороны пришли к соглашению о «совместной борьбе против фашизма и большевизма». Власовцам предоставили карты Праги и проводников, военнослужащим на рукава пришивали бело-сине-красные повязки для отличия от солдат вермахта.
Вероятно, именно расчёт на военную силу 1-й пехотной дивизии КОНР побудил чешских руководителей начать 5 мая народное восстание против немецкой оккупации, так как у гражданского населения оружия практически не было.
В ответ на это немецкая группа армий «Центр» под командованием Фердинанда Шёрнера выдвинула дополнительные силы к Праге, нанеся восставшим большие потери. Это вынудило их обратиться по радио «ко всем, кто их слышит» за помощью. Войска 1-го Украинского фронта под командованием генерала Ивана Степановича Конева в этот момент находились в 200 км от города, американцы в 80 км.
Утром 6 мая передовые части Буняченко вступили в первые бои с эсэсовцами у Збраслава и Радотина, а затем и вся дивизия вступила в город, заняв южные, юго-западные и западные районы Праги. В час ночи 7 мая Буняченко передал своим частям приказ о переходе в наступление несмотря на то, что к этому моменту уже были получены точные разведданные о том, что американцы не планируют марша на Прагу. В приказе говорилось: «Нужно взять Прагу для спасения наших братьев-чехов». 18 000 человек двинулись в бой против вчерашних союзников. Они захватили аэродром бомбардировщиков люфтваффе в Рузине и пражский район Смихов, взяв под контроль два моста через Влтаву. Прорвавшись в центр Праги, дивизия рассекла германскую группировку на левом берегу Влтавы, взяв гору Петршин и район Кулишовицы[где?].
Действия войск КОНР были успешными и воодушевляющими народное восстание. Однако Чешский национальный совет, опасаясь негативной реакции советского командования на помощь власовцев и зная, что американцы освобождать Прагу не будут, не смог дать каких-либо гарантий власовцам относительно их юридического статуса как союзников в поддержке восстания. В ночь на 8 мая дивизия С. Буняченко оставила занятые позиции и отступила в западном направлении.
Уход войск РОА усложнил положение восставших. Как вспоминал командир 2-го полка 1-й дивизии РОА В. П. Артемьев, «…со слезами страха и отчаяния люди провожали бойцов, обращаясь к ним с мольбой не уходить, а остаться защищать их… Чешские офицеры из штаба восстания несколько раз догоняли уходящую дивизию на автомобилях, умоляя вернуться в Прагу…»

### События 9—11 мая
Общее отступление из района Праги и западнее Праги частей Вермахта и СС быстро переросло в паническое бегство в сторону западной границы Чехословакии. В 4 часа утра 9 мая 1945 года передовые части 3-й гвардейской и 4-й гвардейской танковых армий 1-го Украинского фронта вступили в Прагу. Первым в город вошёл головной дозор 63-й гвардейской Челябинской танковой бригады из трёх танков под командованием командира взвода гвардии мл. лейтенанта Буракова Л. Е. (танк № 1-23 — командир танка гвардии младший лейтенант Котов П. Д., танк № 1-24 — командир танка гвардии лейтенант Гончаренко И. Г., танк № 1-25 — командир взвода гвардии младший лейтенант Бураков Л. Е.). В бою за Манесов мост танк Т-34 № 1-24 был подбит, гвардии лейтенант Иван Гончаренко погиб (его именем была названа улица в Праге). Следом за передовыми отрядами к городу непрерывно подходили остальные войска.
К 13 часам 9 мая в Прагу вступил передовой отряд 6-й гвардейской танковой армии 2-го Украинского фронта. Сопротивление отдельных подразделений дивизий СС «Рейх», «Викинг» и «Валленштейн» продолжалось до 16:00, когда не успевшие эвакуироваться немецкие части окончательно капитулировали. К 18 часам вечера в Прагу вступила также мобильная группа 4-го Украинского фронта. Кольцо окружения вокруг главных сил группы армий «Центр» было замкнуто. При освобождении Праги, в окрестностях города погибло более тысячи советских солдат. По чешским данным, непосредственно в самой Праге 9 мая 1945 года погибло 54 советских воина.
10 мая Ставка Верховного Главнокомандования в директивах командующим войсками фронтов потребовала от 2-го Украинского фронта и передовых отрядов 1-го Украинского фронта выдвижения на запад для занятия линии соприкосновения с союзными войсками. Главным силам 1-го и 4-го Украинских фронтов было приказано как можно скорее пленить окружённые восточнее Праги немецкие войска, не допустив их прорыва на запад.
Выполняя эти задачи, советские войска продолжали наступательные действия. 10 мая 1945 года в районах городов Ческе-Будеевице и Хемниц произошли встречи советских и американских войск. К исходу 11 мая линия соприкосновения советских войск с американскими установилась по всему рубежу Хемниц, Карловы Вары, Пльзень, Ческе-Будеевице и далее на юг до австрийской границы (все эти населённые пункты, кроме Пльзени, находились в советской зоне) на фронте протяжённостью около 250 километров. С 10 мая войска группы армий «Центр» начали массовую сдачу в плен (в этот день капитулировало свыше 80 тыс. человек), при этом другие немецкие части продолжали отчаянное сопротивление. Частям Красной армии и специальным подразделениям НКГБ, действовавшим совместно с чешскими партизанами, была поставлена задача помешать выходу из окружения частей группы армий «Центр», в частности, частей СС и формирований РОА.

### Последующие события
В советской и российской историографии датой завершения Пражской операции считается 11 мая. Но фактически ещё несколько дней шли ожесточённые бои, преследование отступавших и планомерное уничтожение отказывавшихся сдаваться в плен, а после ликвидации основных немецких группировок и подразделений РОА — прочёсывание местности. Так, 12 мая в районе города Пльзень советскими солдатами была настигнута и пленена колонна РОА, в том числе арестован генерал Власов; 15 мая в районе города Непомук арестован командир 1-й дивизии КОНР Буняченко и некоторые офицеры штаба дивизии.
В ночь на 12 мая вблизи демаркационной линии около деревни Сливице в окрестностях города Пршибрам в ходе продолжавшегося сутки боя были разгромлены и капитулировали остатки отступавших из Праги смешанных дивизий СС во главе с руководителем Управления СС в Богемии и Моравии обергруппенфюрером СС графом Карлом-Фридрихом фон Пюклер-Бургхаусом. В составе более чем семитысячной группировки немцев находились остатки дивизий СС «Валленштейн» и «Рейх». К группировке примкнуло определённое количество гражданских беженцев немецкого происхождения и персонала нацистских административных учреждений Праги. Достигнув демаркационной линии, 9 мая фон Пюклер вступил в переговоры с командованием 3-й армии США, но получил отказ в возможности капитуляции перед американцами. После этого на холме возле деревни Сливице эсэсовцами был организован импровизированный укреплённый лагерь. 11 мая лагерь фон Пюклера был атакован диверсионной группой НКГБ СССР под командованием капитана Евгения Олесинского. Позже к атаке присоединились регулярные части Красной армии при огневой поддержке механизированных соединений 3-й армии США. После огневого налёта, в котором участвовали установки залпового огня «Катюша», начался фронтальный штурм укреплений эсэсовцев, закончившийся разгромом лагеря и капитуляцией гарнизона. Сам Пюклер-Бургхаус, ответственный за геноцид советских граждан на территории РСФСР в 1941—1942 гг., застрелился.
13 мая войска 1-го украинского фронта пленили до 2,5 тыс. солдат противника, а 14 мая — до 12 тыс. человек. Войска 2-го Украинского фронта только 16 мая пленили у Карлсбада до 15 тыс. человек.

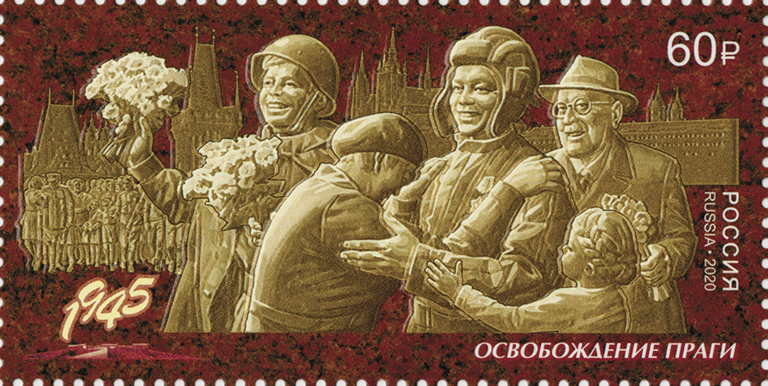
Встреча группы советских солдат с жителями освобождённой Праги. Художник-дизайнер С. Ульяновский.Почтовая марка России 2020 года.

В ходе Пражской операции последняя организованная военная сила вермахта прекратила своё существование. Вторая мировая война на территории Европы была окончательно завершена. В честь одержанной победы была учреждена медаль «За освобождение Праги». Маршалу Коневу было присвоено звание «Почётный гражданин Праги».

#### Самосуды чехов над немцами
После освобождения Чехии по стране прокатилась волна самосудов над этническими немцами и бывшими военнослужащими. Их избивали палками, поджигали обливая бензином, подвешивали вверх ногами, изгоняли жителей из домов, а имущество конфисковывали.

## Потери

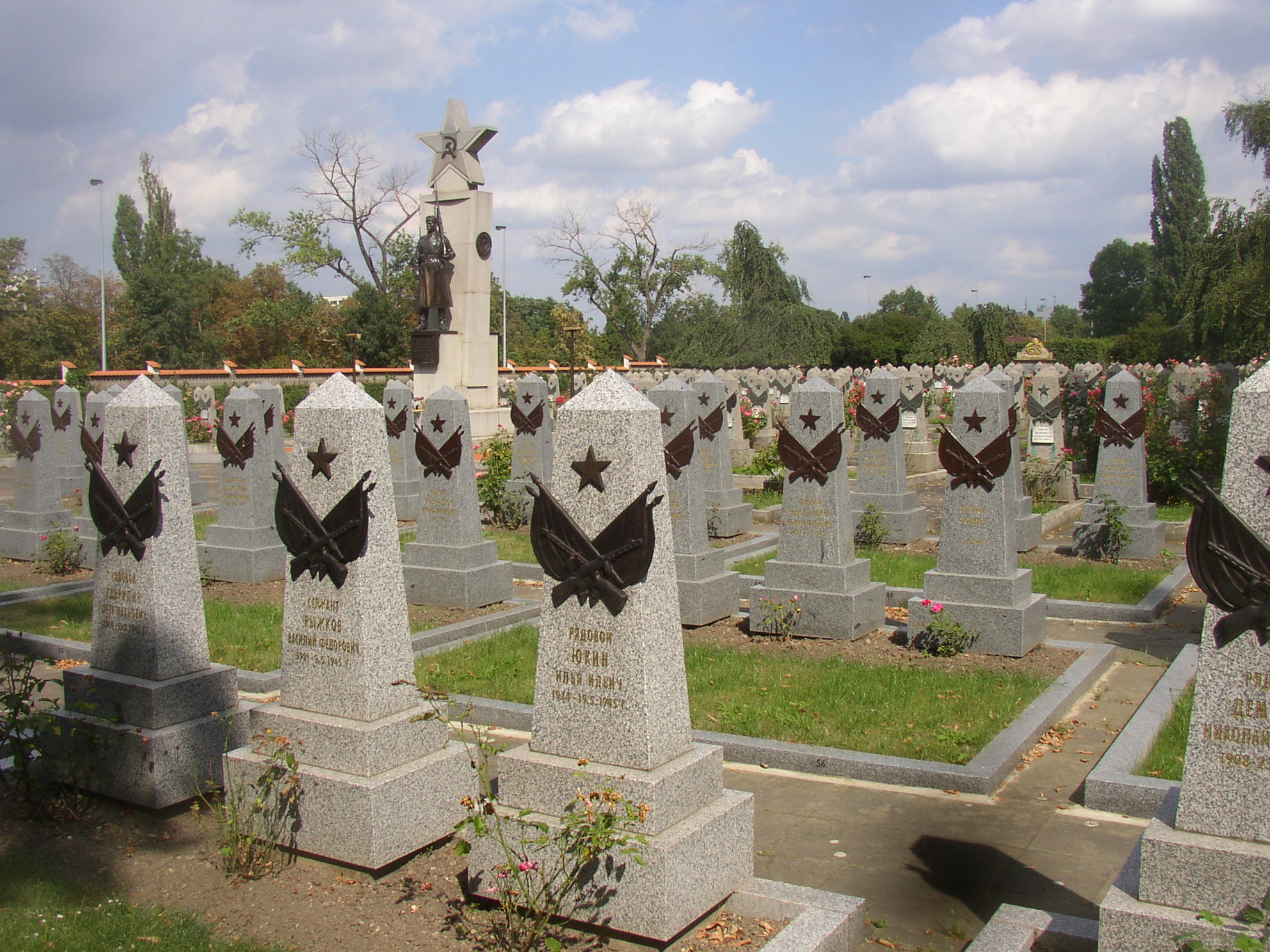
Ольшанское кладбище в Праге: почётное место захоронения советских солдат, погибших при освобождении города.

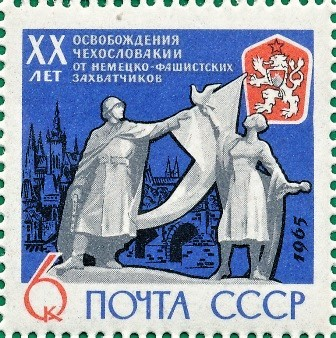
20-летие освобождения стран Европы от фашистской оккупации. Чехословакия. Почтовая марка СССР, 1965. Номер в каталоге ЦФА 3182

### Потери советской стороны (с союзными ей армиями)
- Личный состав РККА:
  - 11 265 безвозвратных потерь
  - 38 083 раненых и заболевших
  - Всего 49 348 человек
- Личный состав Войска Польского:
  - 300 безвозвратных потерь
  - 587 раненых и заболевших
  - Всего 887 человек
- Личный состав румынских войск:
  - 320 безвозвратных потерь
  - 1410 раненых и заболевших
  - Всего 1730 человек
- Личный состав чехословацкого армейского корпуса:
  - 112 безвозвратных потерь
  - 421 раненый и заболевший
  - Всего 533 человека

#### Всего по вышеперечисленным войскам
- 52 498 человек, в том числе:
  - 11 997 человек безвозвратных потерь;
  - 40 501 раненый и заболевший[25][26].

В Праге одним из больших мемориальных захоронений является Ольшанское кладбище. Кроме Ольшанского кладбища также существует кладбище советских солдат возле станции метро «Гае».

#### Материальные потери[26]

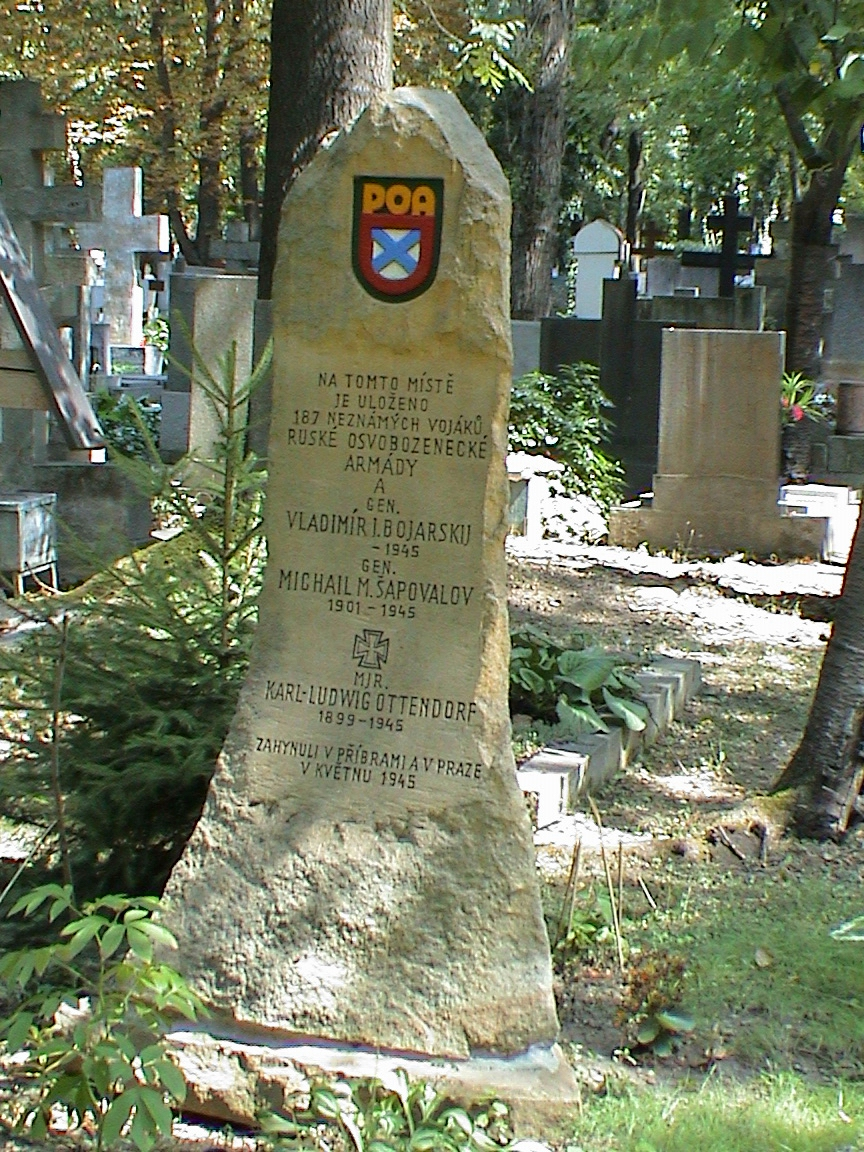
Могила 187 безымянных бойцов РОА, а также генералов РОА (В. Баерского и М. Шаповалова) в Праге, расстрелянных советскими и чешскими силами.

- 373 танков и САУ, 1006 артиллерийских орудий и миномётов, 80 самолётов.

### Потери германской стороны
Группа армий «Центр» полностью ликвидирована, практически весь личный состав убит, ранен или же капитулировал. Общее число пленных (с учётом сложивших оружие после 11 мая) составило около 860 тыс. человек, в том числе 60 генералов. В качестве трофеев было захвачено 9 464 орудий и миномётов, 1 822 танка и штурмовых орудий, 1 104 самолёта.

### Потери в восставшей Праге
Восстание в городе привело к большим неоправданным человеческим жертвам: погибло более 3500 человек со стороны повстанцев и горожан; было убито около тысячи солдат немецкого гарнизона и гражданских лиц немецкой национальности..

#### Потери КОНР
Во время боёв в Праге на стороне восставших погибло около трёхсот бойцов 1-й дивизии КОНР и несколько сотен были ранены. Часть раненых, размещённых для излечения в пражских госпиталях, были в последующие дни расстреляны советскими военнослужащими. По данным историка Хоффмана всего в Праге и окрестностях было расстреляно без суда и следствия до 600 бойцов РОА, российский историк К. Александров называет цифру 187 расстрелянных. Они захоронены на Ольшанском кладбище. Александров указал, что в боях в Праге и её окрестностях погибли в общей сложности 325—330 бойцов РОА.